# Mierendorffplatz (metropolitana di Berlino)
La stazione di Mierendorffplatz è una stazione della metropolitana di Berlino, sulla linea U7.
È posta sotto tutela monumentale (Denkmalschutz).

## Storia
La stazione di Mierendorffplatz fu progettata come parte del prolungamento della linea 7 dall'allora capolinea di Richard-Wagner-Platz a Rohrdamm; tale tratta venne aperta all'esercizio il 1º ottobre 1980.
L'architettura di questa stazione, e delle altre due decorate nello stesso stile (Jungfernheide e Wilmersdorfer Straße) ricevette critiche molto negative dal mondo dell'architettura, dell'arte e della politica berlinesi.
Nel 2018 la stazione di Mierendorffplatz, in considerazione della sua importanza storica e architettonica, venne posta sotto tutela monumentale (Denkmalschutz) insieme ad altre 12 stazioni rappresentative dell'architettura moderna dei decenni post-bellici.